# Солейко Павло Тимофійович
Павло Тимофійович Солейко (Солєйко) (нар. 1905 — ?) — український радянський діяч, секретар Ровенського обласного комітету КПУ.

## Життєпис
Член ВКП(б) з 1927 року.
Перебував на відповідальній партійній роботі.
З (затверджений в липні) 1946 року — заступник завідувача відділу пропаганди і агітації Вінницького обласного комітету КП(б)У. До вересня 1949 року — завідувач відділу пропаганди і агітації Вінницького обласного комітету КП(б)У.
У вересні 1949 — 8 вересня 1962 року — секретар Ровенського обласного комітету КПУ з питань ідеології.
З вересня 1962 року — персональний пенсіонер. Подальша доля невідома.

## Нагороди
- орден Трудового Червоного Прапора (26.02.1958)
- орден «Знак Пошани» (23.01.1948)
- ордени
- медалі